# Richard Griffiths (actor)
Richard Griffiths (Stockton-on-Tees, Yorkshire, 31 de julio de 1947-Coventry, 28 de marzo de 2013) fue un actor británico, especialmente conocido por su aparición en la saga de películas de Harry Potter, en las que interpretaba a Vernon Dursley.

## Biografía
Hijo de padres sordos, aprendió la lengua de signos a temprana edad para poder comunicarse con ellos. También desarrolló un oído especial para los dialectos, que posteriormente le permitiría conseguir papeles de diferentes etnias. Durante su infancia, tuvo varias veces la idea de huir de su hogar. Llegó incluso a abandonar sus estudios en la Our Lady & St. Bede School a los 15 años de edad, y se fue a trabajar como maletero, pero su padre finalmente lo convenció para retomar la escuela.[cita requerida]
Decidió, entonces, comenzar a tomar clases de actuación en el Stockton & Billingham College, y continuó formándose en la Manchester Polytechnic School of Drama.
Debutó ante las cámaras en el año 1974, cuando participó en un episodio de la serie Crown Court. Desde entonces ha participado en películas como Superman II (1980), Chariots of Fire (1981), Gandhi (1982), Greystoke: la leyenda de Tarzán (1984), Sleepy Hollow (1999) o la saga de Harry Potter, en donde interpretó a Vernon Dursley.
Actor habitual de teatro, destaca sus papeles en la compañía británica Royal Shakespeare Company, con obras como The White Guard, Once in a Lifetime, Enrique VIII, Volpone y Red Star. Su mayor éxito fue la obra de Alan Bennett, The History Boys, dirigida por Nicholas Hynter, que se presentó en el Royal National Theatre en 2004. Griffiths repitió su papel más tarde en giras nacionales e internacionales de esta obra, así como en Broadway, donde ganó el Premio Tony. Repitió su papel en su versión cinematográfica, estrenada en 2006 y dirigida también por Hynter. 
En 2007, tras su paso por la obra Heroes: Le Vent Des Peupliers, trabajó junto a Daniel Radcliffe, compañero de Griffiths en Harry Potter, en la reproducción de la obra Equus, de Peter Shaffer; se estrenó en febrero de ese año en el Teatro Gielgud, gozando de gran éxito y teniendo que extenderse sus funciones por dos semanas más. Luego, a finales de 2007 se anunció que la obra sería llevada a Broadway en 2008. En septiembre de ese año se estrenó la obra en Nueva York en el Broadhurst Theatre estando en cartel hasta febrero de 2009. 
En 2012 se subió por última vez a un escenario, que compartió con Danny DeVito en la obra The Sunshine Boys, de Neil Simon.
Griffiths fue distinguido con la OBE (Oficial) de la Orden del Imperio Británico, otorgada por Isabel II del Reino Unido.

## Vida personal
Griffiths y Heather Gibson emparejaron en 1973 y se casaron en 1980, este matrimonio duró hasta el resto de su vida. Sin embargo, el matrimonio no tuvo hijos.

## Fallecimiento
El actor falleció el 28 de marzo de 2013 en el Hospital Universitario de Coventry y Warwickshire debido a complicaciones derivadas de una operación coronaria.

## Filmografía
| - It Shouldn't Happen to a Vet (1975) - Superman II (1980) - Breaking Glass (1980) - Ragtime (1981) - La mujer del teniente francés (1981) - Chariots of Fire (1981) - Gandhi (1982) - Britannia Hospital (1982) - Gorky Park (1983) - A Private Function (1984) - Greystoke: la leyenda de Tarzán (1984) - Shanghai Surprise (1986) - Withnail and I (1987) - The Naked Gun 2½: The Smell of Fear (1991) - King Ralph (1991) - Blame It on the Bellboy (1992) - Tess y su guardaespaldas (1994) - Funny Bones (1995) - The Canterbury Tales (1998) - Sleepy Hollow (1999) - Vatel (2000) - Harry Potter y la piedra filosofal (2001) - Harry Potter y la cámara secreta (2002) - Harry Potter y el prisionero de Azkaban (2004) - Stage Beauty (2004) - Opa! (2005) - Guía del Autoestopista Galáctico (2005) - "Lost in Love" (2005) - Venus (2006) - The History Boys (2006) - Harry Potter y la Orden del Fénix (2007) - Bedtime Stories (2008) - Harry Potter y las Reliquias de la Muerte: parte 1 (2010) - Pirates of the Caribbean: On Stranger Tides (2011) - Hugo (2011) - About time (2013) | - The Five Minute Films (1975) - Nobody's Perfect (1979) - Bird of Prey (1982) - Whoops Apocalypse (1982) - The Cleopatras (1983) - Bird of Prey 2 (1984) - Ffizz (1987) - A Kind of Living (1988) - Pie in the Sky (1994-1997) - In the Red (1998) - Hope and Glory (1999) - The Vicar of Dibley (1999) - Gormenghast (2000) - Tlc (2002) - Bleak House (2005) - Ballet Shoes (2007) - A Muppet Christmas: Letters to Santa (2008) - Episodes (2011) |

## Premios
- Premios de cine

| Año  | Premio                                | Categoría              | Película                         | Resultado |
| ---- | ------------------------------------- | ---------------------- | -------------------------------- | --------- |
| 2006 | Premios BAFTA                         | Mejor actor            | The History Boys                 | Candidato |
| 2006 | Premios Chlotrudis                    | Mejor actor de reparto | The History Boys                 | Candidato |
| 2006 | London Critics Circle Film Awards, UK | Mejor actor del año    | The History Boys                 | Candidato |
| 2002 | Premios Phoenix Film Critics Society  | Mejor reparto          | Harry Potter y la cámara secreta | Candidato |

- Premios de teatro

| Año  | Premio                         | Categoría                                   | Obra de teatro                | Resultado |
| ---- | ------------------------------ | ------------------------------------------- | ----------------------------- | --------- |
| 2006 | Premios Tony                   | Mejor actor principal en una obra de teatro | The History Boys              | Ganador   |
| 2006 | Drama Desk Awards              | Mejor actor en teatro                       | The History Boys              | Ganador   |
| 2006 | Outer Critics Circle Awards    | Mejor actor principal en una obra de teatro | The History Boys              | Ganador   |
| 2006 | Theatregoers' Choice Awards    | Mejor actor en una obra de teatro           | The History Boys              | Candidato |
| 2006 | Premios Laurence Olivier       | Mejor actor                                 | Heroes: Le Vent Des Peupliers | Candidato |
| 2005 | Premios Laurence Olivier       | Mejor actor                                 | The History Boys              | Ganador   |
| 2004 | Evening Standard Awards        | Mejor actor                                 | The History Boys              | Ganador   |
| 2004 | Critics' Circle Theatre Awards | Mejor actor                                 | The History Boys              | Ganador   |
| 1979 | Premios Laurence Olivier       | Mejor interpretación cómica                 | Once in a Lifetime            | Candidato |